# Lliga costa-riquenya de futbol
La lliga costa-riquenya de futbol, la màxima categoria de la qual s'anomena Primera División (Primera Divisió), és la màxima competició de Costa Rica de futbol. És organitzada per la UNAFUT (Union de Clubes de Primera División), que depèn de la Federación Costarricense de Fútbol (FEDEFUTBOL).

## Història
L'any 1921 es creà la Federació Costa-riquenya de Futbol pels clubs Liga Deportiva Alajuelense, Club Sport Cartaginés, Club Sport Herediano, Club Sport la Libertad, Gimnástica Española i Gimnástica Limonense. El mateix any s'inicià la Primera Divisió. L'any 1999, la FEDEFUTBOL creà la UNAFUT per portar la lliga. La temporada 1997/98 el campionat es començà a organitzar en dues parts anomenades Apertura i Clausura, i el campió del país es decideix entre els vencedors d'ambdós campionats.

## Equips participants en la temporada 2012
- Deportivo Saprissa
- Club Sport Herediano
- Puntarenas F.C.
- Asociación Deportiva Carmelita
- Asociacion Deportiva San Carlos
- Limon FC
- Santos de Guapiles
- Liga Deportiva Alajuelense
- Club Sport Cartaginés
- Asociación Deportiva Municipal Pérez Zeledón
- Orión F.C.

Altres clubs que havien estat a la primera divisió en temporades anteriors foren:
- Asociación Deportiva Belén
- Asociación Deportiva Guanacasteca
- Asociación Deportiva Limonense
- A.D. Municipal Puntarenas
- Asociación Deportiva Santa Barbara
- Asociación Deportiva Turrialba
- Municipal Goicoechea
- Municipal Osa
- Asociación Deportiva Santacruceña

## Historial
Font:
- 1921:  CS Herediano (1)
- 1922:  CS Herediano (2)
- 1923:  CS Cartaginés (1)
- 1924:  CS Herediano (3)
- 1925:  CS La Libertad (1)
- 1926:  CS La Libertad (2)
- 1927:  CS Herediano (4)
- 1928:  LD Alajuelense (1)
- 1929:  CS La Libertad (3)
- 1930:  CS Herediano (5)
- 1931:  CS Herediano (6)
- 1932:  CS Herediano (7)
- 1933:  CS Herediano (8)
- 1934:  CS La Libertad (4)
- 1935:  CS Herediano (9)
- 1936:  CS Cartaginés (2)
- 1937:  CS Herediano (10)
- 1938:  Orión FC (1)
- 1939:  LD Alajuelense (2)
- 1940:  CS Cartaginés (3)
- 1941:  LD Alajuelense (3)
- 1942:  CS La Libertad (5)
- 1943:  Universidad de Costa Rica (1)
- 1944:  Orión FC (2)
- 1945:  LD Alajuelense (4)
- 1946:  CS La Libertad (6)
- 1947:  CS Herediano (11)
- 1948:  CS Herediano (12)
- 1949:  LD Alajuelense (5)
- 1950:  LD Alajuelense (6)
- 1951:  CS Herediano (13)
- 1952:  Deportivo Saprissa (1)
- 1953:  Deportivo Saprissa (2)
- 1954: No es disputà
- 1955:  CS Herediano (14)
- 1956: No es disputà
- 1957:  Deportivo Saprissa (3)
- 1958:  LD Alajuelense (7)
- 1959:  LD Alajuelense (8)
- 1960:  LD Alajuelense (9)
- 1961:  CS Herediano (15) *
- 1961:  Carmen FC (1) **
- 1962:  Deportivo Saprissa (4)
- 1963:  CS Uruguay de Coronado (1)
- 1964:  Deportivo Saprissa (5)
- 1965:  Deportivo Saprissa (6)
- 1966:  LD Alajuelense (10)
- 1967:  Deportivo Saprissa (7)
- 1968:  Deportivo Saprissa (8)
- 1969:  Deportivo Saprissa (9)
- 1970:  LD Alajuelense (11)
- 1971:  LD Alajuelense (12)
- 1972:  Deportivo Saprissa (10)
- 1973:  Deportivo Saprissa (11)
- 1974:  Deportivo Saprissa (12)
- 1975:  Deportivo Saprissa (13)
- 1976:  Deportivo Saprissa (14)
- 1977:  Deportivo Saprissa (15)
- 1978:  CS Herediano (16)
- 1979:  CS Herediano (17)
- 1980:  LD Alajuelense (13)
- 1981:  CS Herediano (18)
- 1982:  Deportivo Saprissa (16)
- 1983:  LD Alajuelense (14)
- 1984:  LD Alajuelense (15)
- 1985:  CS Herediano (19)
- 1986:  Municipal Puntarenas (1)
- 1987:  CS Herediano (20)
- 1988:  Deportivo Saprissa (17)
- 1989:  Deportivo Saprissa (18)
- 1990: No es disputà
- 1990-91:  LD Alajuelense (16)
- 1991-92:  LD Alajuelense (17)
- 1992-93:  CS Herediano (21)
- 1993-94:  Deportivo Saprissa (19)
- 1994-95:  Deportivo Saprissa (20)
- 1995-96:  LD Alajuelense (18)
- 1996-97:  LD Alajuelense (19)
- 1997-98:  Deportivo Saprissa (21)
- 1998-99:  Deportivo Saprissa (22)
- 1999-00:  LD Alajuelense (20)
- 2000-01:  LD Alajuelense (21)
- 2001-02:  LD Alajuelense (22)
- 2002-03:  LD Alajuelense (23)
- 2003-04:  Deportivo Saprissa (23)
- 2004-05:  LD Alajuelense (24)
- 2005-06:  Deportivo Saprissa (24)
- 2006-07:  Deportivo Saprissa (25)
- 2007-08 Ap:  Deportivo Saprissa (26)
- 2007-08 Cl:  Deportivo Saprissa (27)
- 2008-09 Ap:  Deportivo Saprissa (28)
- 2008-09 Cl:  CF Liberia Mía (1)
- 2009-10 Ap:  Brujas FC (1)
- 2009-10 Cl:  Deportivo Saprissa (29)
- 2010-11 Ap:  LD Alajuelense (25)
- 2010-11 Cl:  LD Alajuelense (26)
- 2011-12 Ap:  LD Alajuelense (27)
- 2011-12 Cl:  CS Herediano (22)
- 2012-13 Ap:  LD Alajuelense (28)
- 2012-13 Cl:  CS Herediano (23)
- 2013-14 Ap:  LD Alajuelense (29)
- 2013-14 Cl:  Deportivo Saprissa (30)
- 2014-15 Ap:  Deportivo Saprissa (31)
- 2014-15 Cl:  CS Herediano (24)
- 2015-16 Ap:  Deportivo Saprissa (32)
- 2015-16 Cl:  CS Herediano (25)
- 2016-17 Ap:  Deportivo Saprissa (33)
- 2016-17 Cl:  CS Herediano (26)
- 2017-18 Ap: ADM Pérez Zeledón (1)
- 2017-18 Cl:  Deportivo Saprissa (34)
- 2018-19 Ap:  CS Herediano (27)
- 2018-19 Cl:  AD San Carlos (1)
- 2019-20 Ap:  CS Herediano (28)
- 2019-20 Cl:  Deportivo Saprissa (35)
- 2020-21 Ap:  LD Alajuelense (30)
- 2020-21 Cl:  Deportivo Saprissa (36)
- 2021-22 Ap:  CS Herediano (29)
- 2021-22 Cl:  CS Cartaginés (4)
- 2022-23 Ap:  Deportivo Saprissa (37)
- 2022-23 Cl:  Deportivo Saprissa (38)
- 2023-24 Ap:  Deportivo Saprissa (39)
- 2023-24 Cl:  Deportivo Saprissa (40)
- 2024-25 Ap:  CS Herediano (30)
- 2024-25 Cl:  CS Herediano (31)

* Campionat de l'ASOFÚTBOL

** Campionat de la FEDEFÚTBOL

Ap-Apertura, Cl-Clausura